# BitLicense
BitLicense是纽约州金融服务部（NYSDFS）根据为公司设计的法规颁发的用于虚拟货币活动的营业执照的一类通用术语。 这些规定仅限于涉及纽约或纽约居民的活动。

## 概括
这些法规将虚拟货币业务活动定义为以下任何一种类型的活动：
- 接收用于交易或交易虚拟货币的虚拟货币，除非交易是为了非财务目的而进行的，并且不涉及超过一个名义虚拟货币的数量;
- 代表他人存储、持有、维护或控制虚拟货币;
- 作为客户业务买卖虚拟货币;
- 作为客户业务执行兑现或控制，管理或发行虚拟货币。

但是，以下两项活动不在虚拟货币业务活动的定义范围之内：
- 自行开发和传播软件;
- 仅将虚拟货币用于交换商品、服务或者出于投资目的的商家和消费者。[5]

## 历史
2014年7月17日，相关部门公布了一项拟议的“BitLicense”的详细信息，“BitLicense”对任何使用加密货币的居住在纽约的公司或个人进行了规定。
拟议规定于7月23日在<<纽约州立法机构>>正式公布并开始了45天的评论期。 2015年2月25日，修订建议通告刊发，另有三十日评论期。
条例于2015年8月8日生效。至少有10家比特币公司因为新规定宣布停止在纽约州的所有业务。 纽约商业杂志称这是“伟大比特币的出埃及记”。
2015年9月，位于波士顿的Circle获得了第一个BitLicense许可证，尽管在2016年12月，该公司已经摆脱了比特币交易所，更多地关注支付问题。
2015年10月，纽约州最高法院针对虚拟货币的第78条向纽约州金融服务部门提出质疑。 2017年10月10日 ，圣乔治大法官听取了此案，并于2018年1月3日驳回了此案。
2016年7月，位于旧金山的Ripple被授予第二个BitLicense。
2017年1月，总部位于比特币行业资金最多的创业公司之一的旧金山Coinbase获得了第三个BitLicense。截至2017年1月，只有三个BitLicenses被授予，多个申请人也试图获得，但都被拒绝。

## 參閱
- 紐約法規、規則與條例（英语：New York Codes, Rules and Regulations）

## 外部連結
- Virtual Currencies （页面存档备份，存于） in (Part 200 of Title 23 of) the New York Codes, Rules and Regulations
- BitLicense Frequently Asked Questions From NYSDFS